# Hendrik Jacobs
Hendrik Jacobs (Amsterdam, ca. 1630 – aldaar begraven op 31 december 1704) is de bekendste Nederlandse vioolbouwer uit de 17e eeuw.

## Biografie
Over de jeugd van Hendrik Jacobs is niets bekend. Toen hij in 1654 trouwde met Femmetje Jans, een weduwe, woonde hij in de Sint Antoniesbreestraat. Zij stierf eind april 1676; ruim twee maanden later trouwde hij, nog steeds woonachtig op hetzelfde adres, met de weduwe Sibilla Barents.
Jacobs stierf niet in 1699 zoals soms wordt gesteld, maar in 1704 en werd begraven in de Nieuwezijds Kapel vanuit een pand op de Botermarkt. Hij was in goeden doen en werd hoog aangeslagen voor de begraafbelasting, evenals zijn weduwe in 1713, die werd begraven in de Nieuwe Kerk.
Twee stiefzonen, Pieter Rombouts en Gijsbert Verbeek, werden door hem opgeleid tot vioolbouwer.

## Werk
De violen van Jacobs vertonen een grote overeenkomst met die van de toen al beroemde familie Amati uit Cremona in Italië. Hij voorzag zijn instrumenten vaak van een etiket met de naam Amati om aan te geven dat hij werkte naar modellen van Nicolò Amati. Jacobs was de eerste vioolbouwer die balein als inleg gebruikte. De violen van Hendrik Jacobs stonden in hoog aanzien en werden in bouw en klankkwaliteit vergeleken met die van de grote Italiaanse vioolbouwers. Hij bouwde ook een violoncello, een altviool en een basgamba. Jakobs was na zijn vijftigste levensjaar zeer productief; er zijn uit die periode zo'n 60 door hem gebouwde violen bekend.
Barokviolist Franc Polman, die onder meer actief is in het Orkest van de Achttiende Eeuw bespeelt violen van Hendrik Jacobs uit 1694 en 1701. Het Gemeentemuseum Den Haag bezit een exemplaar uit 1694 en een uit 1698.

## Vernoemingen
In 1949 vond in Den Haag het 'Concours Hendrik Jacobsz.' plaats: een internationaal congres van vioolbouwers met daaraan gekoppeld een wedstrijd en tevens een tentoonstelling van strijkinstrumenten. De Hendrik Jacobszstraat in Amsterdam Oud-Zuid is naar hem vernoemd (1901).